# LAHSO
LAHSO  ist eine Abkürzung aus dem Luftverkehr und steht für land and hold short operations (dtsch. landen und freilassend halten).
Zutreffend bei Flughäfen mit kreuzenden Start- und Landebahnen. Das LAHSO-autorisierte Flugzeug erhält eine Landefreigabe, muss jedoch vor der kreuzenden Startbahn zum Halt gekommen sein, um den dort startenden Verkehr nicht zu beeinflussen und diesen konfliktfrei starten zu lassen. Das vor der Startbahn haltende Flugzeug erhält, wenn es der abfliegende Verkehr auf der kreuzenden Piste zulässt, die Freigabe, um die Piste zu überqueren.